# تپه گلبن مزرعه کتول
تپه گلبن مزرعه کتول مربوط به پیش از تاریخ تا دوران‌های تاریخی پس از اسلام است و در شهرستان علی‌آباد، بخش کتول، شهر مزرعه کتول واقع شده و این اثر در تاریخ ۱۱ مهر ۱۳۸۳ با شمارهٔ ثبت ۱۱۱۸۸ به‌عنوان یکی از آثار ملی ایران به ثبت رسیده‌است.